# Sandra Forgues
Sandra Forgues, nata Wilfrid Forgues (Tarbes, 22 dicembre 1969), è un ex canoista francese.
Ha partecipato a tre edizioni consecutive dei Giochi olimpici (Barcellona 1992, Atlanta 1996 e Sydney 2000) conquistando due medaglie nella canoa maschile.
Dopo il ritiro dalle competizioni sportive, nel 2018, ha dichiarato pubblicamente la sua identità di donna transgender.

## Palmarès
Olimpiadi
- 2 medaglie:
  - 1 oro (C2 ad Atlanta 1996)
  - 1 bronzo (C2 a Barcellona 1992)

Mondiali
- 9 medaglie:
  - 4 ori (C2 a Tacen 1991; C2 a squadre a Tacen 1991; C2 a Três Coroas 1997; C2 a squadre a Três Coroas 1997)
  - 3 argenti (C2 a squadre a Mezzana 1993; C2 a Nottingham 1995; C2 a squadre a Nottingham 1995)
  - 2 bronzi (C2 a Mezzana 1993; C2 a squadre a La Seu d'Urgell 1999)

Europei
- 1 medaglia:
  - 1 argento (C2 a Mezzana 2000)